# Provinz Bizen

Provinz Bizen

Bizen (jap. 備前国, Bizen no kuni) war eine der historischen Provinzen Japans an der zur Seto-Inlandsee gewandten Seite der Insel Honshū. Sie lag auf dem Gebiet des südöstlichen Teils der heutigen Präfektur Okayama. Bizen grenzte an die Provinzen Mimasaka, Harima und Bitchū.

## Geschichte
Die Provinz entstand in der zweiten Hälfte des 7. Jahrhunderts durch die Aufspaltung der alten Provinz Kibi (吉備国) in die Provinzen Bizen („Vorder-Kibi“), Bitchū („Mittel-Kibi“) und Bingo („Hinter-Kibi“). Diese wurden kollektiv auch als Bishū (備州, „Kibi-Provinz(en)“) bezeichnet. Die Schriftzeichen von Bizen wurden in der Frühzeit auch als Kibi no michi no kuchi gelesen. 713 wurde von Bizen die Provinz Mimasaka abgetrennt.
Bizens Provinzhauptstadt (kokufu) lag wohl im Stadtteil Kokufu-Ichiba des Stadtbezirks Naka-ku von Okayama. Seit frühester Zeit war Bizen eines der wichtigsten Zentren der japanischen Schwertschmiedekunst. In der Muromachi-Zeit regierte der Akamatsu-Klan aus der Provinz Mimasaka über Bizen. In der Sengoku-Zeit war der Urakami-Klan dominant geworden und siedelte sich in Okayama an. Er wurde später selbst durch den Ukita-Klan ersetzt und Ukita Hideie war einer der Fünf Regenten, die Toyotomi Hideyoshi für seinen Sohn ernannte. Nachdem Kobayakawa Hideaki Tokugawa Ieyasu geholfen hatte, die Schlacht von Sekigahara gegen Ukita und andere zu gewinnen, erhielt er Ukitas Ländereien in Bizen und Mimasaka.
In der Edo-Zeit ging Bizen durch viele Hände, bevor das moderne Präfektursystem eingeführt wurde und die Provinzen ablöste.

## Umfang
Die Provinz Bizen umfasste folgende spätere Landkreise (gun):
- Akasaka (赤坂郡)
- Iwanashi (磐梨郡)
- Jōdō (上道郡)
- Kojima (児島郡)
- Mino (御野郡)
- Oku (邑久郡)
- Tsudaka (津高郡)
- Wake (和気郡)